# Deinarchia
Deinarchia is een geslacht van vlinders van de familie tandvlinders (Notodontidae), uit de onderfamilie Notodontinae.

## Soorten
- D. agramma (Hampson, 1910)
- D. apateloides (Holland, 1893)